# HTML-element

Inhoudscategorieën voor HTML-elementen

Een HTML-element is een onderdeel van het Document Object Model (DOM) dat wordt gebruikt om webpagina's met HTML gestructureerd weer te geven. Een element kan meestal een of meer kenmerken hebben die een naam en een waarde bevatten. De meeste HTML-elementen bestaan uit een begin- en eindtag en kunnen daartussen uit verschillende inhoud bestaan.

## Geschiedenis
In 1989 werkte de Engelsman Tim Berners-Lee bij CERN in Zwitserland en vond het World Wide Web uit, een systeem voor het koppelen van documenten en webpagina's via internet. Hij ontwikkelde ook de eerste webserver, de eerste browser en de eerste versie van de opmaaktaal HTML. Bij het ontwikkelen van HTML liet Berners-Lee zich inspireren door Standard Generalized Markup Language (SGML), een formaat voor het structureren van tekst. Sommige elementen die in HTML worden gebruikt, zijn bijvoorbeeld afkomstig uit het SGML-formaat. Enkele voorbeelden zijn <p> voor alinea's, <h1> - <h6> voor verschillende kopniveaus en <li> voor een lijstitem.
In 1994 werd de organisatie World Wide Web Consortium (W3C) opgericht, die de opdracht kreeg om HTML verder te ontwikkelen. Een jaar later, in 1995, werd een nieuwe set elementen in HTML geïntroduceerd. Sommige van de toegevoegde elementen zijn bijvoorbeeld <font> om het uiterlijk van het HTML-document aan te passen. Dit leidde tot kritische stemmen, die vonden dat HTML alleen gebruikt moest worden om inhoud te structureren, niet voor opmaak.
Op 28 oktober 2014 werd HTML 5 officieel een aanbevolen standaard door W3C. De nieuwe versie van HTML bracht ook nieuwe elementen, veelal gericht op semantiek. Tegelijkertijd introduceerde men ook elementen zoals <audio> en <video> die het afspelen van audio en video direct mogelijk maakt in de browser zonder toegevoegde plug-ins.

## Typen HTML-elementen
Blok- en inline-elementenvoor het categoriseren van veel voorkomende elementen. Voorbeelden zijn body, het paragraafelement p en span.
Semantische elementenbeschrijven de betekenis van de inhoud, zoals title, footer, article en progress.
Presentatie-elementenworden gebruikt om het uiterlijk van het document te wijzigen, bijvoorbeeld font en i. Ondanks dat veel presentatie-elementen nog steeds geldig zijn, moedigt W3C aan om deze opmaak in Cascading Style Sheets (CSS) onder te brengen.

## Schrijfwijze
De structuur van hoe een HTML-element wordt gedefinieerd, verschilt enigszins tussen verschillende soorten elementen. Alle elementen hebben een start-tag, bestaande uit een trefwoord geschreven tussen een "<" en ">", dat het begin van het gegeven element aangeeft. Sommige elementen hebben ook een eindtag die op dezelfde manier het einde van het element aangeeft. De eindtags zijn op dezelfde manier gestructureerd, maar bevatten een schuine streep tussen het teken kleiner dan en het trefwoord. Tussen de start- en eindtags staat de inhoud van het element.
Een element met zowel begin- als eindtags, attributen en inhoud kan in de algemene vorm worden geschreven:
<begintag attribuutnaam = "waarde"> Inhoud </eindtag>
Een leeg element wordt geschreven als:
<begintag attribuutnaam = "waarde" />
Enkele voorbeelden zijn:
- <a href="https://nl.wikipedia.org">bekijk de website van Wikipedia</a>
- <font color="green">tekst die in het groen wordt weergegeven</font>
- <a name="inhoud">Inhoudsopgave</a>
- <img src="Wikipedia.jpg" />